# IC 1143
IC 1143 је елиптична галаксија у сазвјежђу Мали медвјед која се налази на листи објеката дубоког неба у Индекс каталогу.
Деклинација објекта је + 82° 27' 23" а ректасцензија 15h 30m 55,8s. Привидна величина (магнитуда) објекта IC 1143 износи 14,0 а фотографска магнитуда 15,0. IC 1143 је још познат и под ознакама UGC 9932, MCG 14-7-22, CGCG 366-18, NPM1G +82.0078, PGC 55279.